# Johan Op de Beeck
Johan Op de Beeck (Duffel, 15 maart 1957) is een Belgische auteur en voormalig journalist en nieuwspresentator.

## Levensloop
Hij is de zoon van Ward Op de Beeck, voormalig journalist voor de (toenmalige) BRT-nieuwsdienst. Op de Beeck studeerde communicatiewetenschappen aan de Vrije Universiteit Brussel. In 1980 begon hij zijn loopbaan als journalist bij de redactie van de BRT, waar hij presentator was van Het Journaal. Hij verliet de BRT in 1990, richtte zijn eigen mediabedrijf op en werd in 1993 de eerste hoofdredacteur van TV Limburg.
Vanaf 1996 leidde Op de Beeck de redactie van de internationale nieuwszender Euronews, gevestigd in Lyon. Hier nam hij ontslag om aan de slag te gaan bij het European Journalism Centre (EJC) te Maastricht. In 1999 startte hij mee Kanaal Z op en werd er in maart 2002 hoofdredacteur en directeur informatie. Van 2003 tot 2005 was Op de Beeck netmanager van Canvas en Ketnet bij de VRT. Vervolgens ging hij aan de slag als gedelegeerd bestuurder van Videohouse en als secretaris-generaal van RTD, de beroepsvereniging van Belgische kabelmaatschappijen.
Johan Op de Beeck maakte tv-documentaires zoals Masters of the Game, Undercover, Raveel, Atlantik Wall of Jodentransport XX. Hij was het gezicht van talkshows en debat-programma's zoals Eerlijk Gezegd op TV1 en Zeven op Z.
Johan Op de Beeck schreef vijf bestsellers over het napoleontisch tijdperk: Napoleons nachtmerrie (2012), Waterloo (2013), de tweedelige biografie Napoleon (2014) en Het hart van Napoleon (2016). Zijn titel Het verlies van België (2015), over het ontstaan van België, was een enorm succes. In 2017 schreef hij een boek over de vrije meningsuiting en in 2018 over Lodewijk XIV van Frankrijk.
In 2001 had hij een cameo in F.C. De Kampioenen.

## Bestseller 60
| Boeken met noteringen in de Nederlandse Bestseller 60 | Jaar van verschijnen | Datum van binnenkomst | Hoogste positie | Aantal weken | Opmerkingen |
| ----------------------------------------------------- | -------------------- | --------------------- | --------------- | ------------ | ----------- |
| De verscheurde staten van Amerika                     | 2024                 | 02-10-2024            | 23              | 1            |             |
| De aanslag op Napoleon                                | 2025                 | 04-06-2025            | 35              | 1            |             |

## Radioreeks & podcast opKlara
- 2015: 100 dagen met Napoleon
- 2016: Het Verlies van België
- 2017: Het hart van Napoleon
- 2018: De Zonnekoning
- 2020: Leopold II
- 2022: De Franse Revolutie

- Gemeinsame Normdatei: 1051111412
- International Standard Name Identifier: 0000 0003 8532 2983
- Library of Congress Control Number: n85228651
- MusicBrainz: 78746888-5e81-4161-9d11-68bcc08911f4
- Nederlandse Thesaurus van Auteursnamen: 070923027
- Virtual International Authority File: 172685729
- WorldCat: E39PBJgHfJtPwvX9krrXd8Tj4q